# هانوك

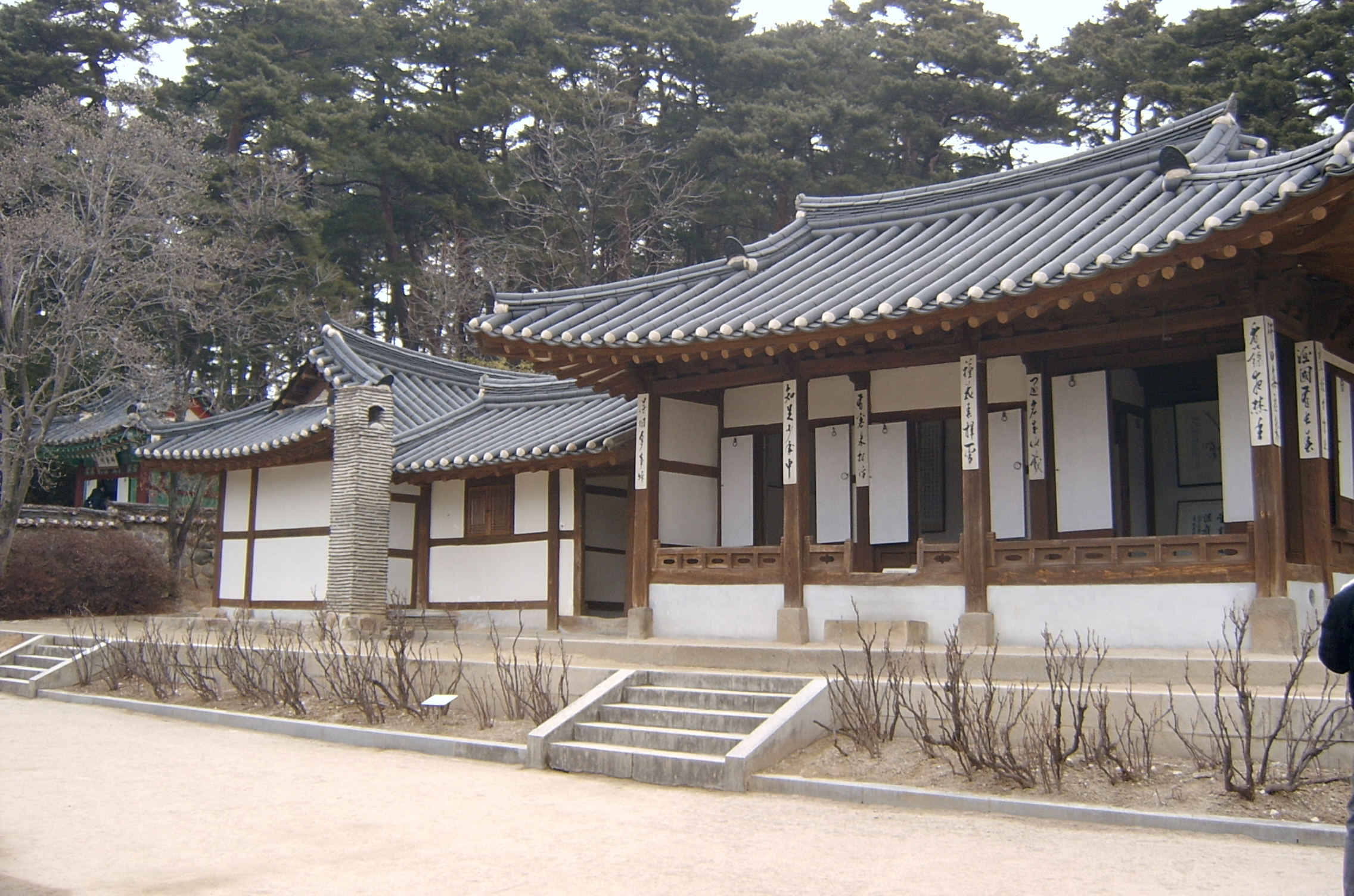
بيت كوري تقليدي

الهانوك هو البيت الكوري التقليدي أو البيت المبني على الطراز الكوري التقليدي، ويسمى أيضا بيت جوسون. أما حالياً فتبنى البيوت في كوريا على الطراز الغربي وتسمى (اليانج أوك).
يبنى الهانوك عادة في الإتجاه الجنوبي بحيث يكون مواجهاً للانهار لتخفيف درجة الحرارة الشديدة والرطوبة العالية في فصل الصيف، ويكون خلفه الجبال التي تعمل كمصدات للرياح الشديدة.
يتميز الهانوك بنظام التدفئة (اوندول) عن طريق أنابيب ساخنة تمر تحت اراضي الغرف لتجنب البرودة الشديدة في فصل الشتاء، وتصنع أراضي الغرف من الخشب لترطيب حرارة الجو في فصل الصيف.
وكانت المواد الرئيسية المستخدمة في بناء الهانوك قديماً هي الخشب والطين ذو اللون الأحمر ومادة القرميد الأسود للسطح. وكانت البيوت التقليدية تبنى بدون استخدام أي مسامير، حيث كان يتم تجميعها عن طريق الأوتاد الخشبية. وكانت منازل الطبقة العليا تتكون من عدة بنايات، الأول لإقامة النساء والأطفال، والثاني لإقامة ضيوف العائلة والرجال، والمبنى الآخر لإقامة الخدم، مع بناء الجدار أو السور الذي يحيط بالبناء كله. ويوجد خلف المنزل نصب تذكاري للجدود. وفي بعض الاحيان كان يبنى خارج المنزل امام السور حوض لزهور اللوتس. أما المنازل التقليدية البسيطة فكانت مستطيلة الشكل وتتكون من مطبخ وحجرة على أحد الجانبين.
مر الطراز المعماري الكوري التقليدي بتغيرات عديدة بسبب تتابع الممالك القديمة في كوريا، لكن معظم البيوت الكورية التقليدية الموجودة حالياً مبنية على الطراز المعماري المستخدم في عصر مملكة جوسون والعصر الذي تلاه.

## المعنى الاصطلاحي
- ظهر مصطلح «هانوك» لأول مرة عام 1907م، وفي تلك الفترة كان يطلق على البيوت التقليدية «جوكا» أو «جيه تيك»، وكان مصطلح «هانوك» يشير إلى البيوت الحديثة التي تبنى في ظروف مميزة.
- أثناء الاحتلال الياباني لكوريا كانت البيوت تسمى «جوتيك» بشكل عام، لكن البيوت المبنية على الطراز المعمارى الياباني انقسمت إلى «يونغ تان جوتيك» و «مون هوا جوتيك»، وعرفت البيوت المبنية على الطراز المعماري الكوري ب«جوسون جوتيك».
- عام 1975م ظهرت كلمة «هانوك» في قاموس سامسونج لأول مرة، كما ظهرت في القاموس الكبير للغة الكورية (국어대사전 ,1991)، وقاموس لغتنا الكبير (우리말 큰사전, 1993) كتعريف مضاد لكلمة "يانغ أوك" (البيت المبني على الطراز المعماري الغربي)، ومرادف لكلمات مثل «جوسون جوتيك» و"هان شيك شيب" (البيت المبني على الطراز المعماري الكوري".[3]
- منذ السبعينيات وبعد ظهور المجمعات السكنية والبنايات متعددة الطوابق، أصبح مصطلح «هانوك» يطلق عموماً على البيوت الكورية التقليدية.
- يشمل مصطلح «هانوك» عامة البيوت ذات الاسقف المصنوعة من القش، والبيوت ذات الاسقف الخشبية، والبيوت ذات السقف المصنوعة من القرميدة؛ لكن المعنى المتعارف عليه للهانوك في كوريا هو البيوت ذات الاسقف المصنوعة من القرميدة.[4]

## البنية الأساسية

### الادوات المستخدمة في بناء الهانوك
1. حجر أساس: الكتلة الحجرية التي تدفن تحت المنزل لدعم الأعمدة والسطح. وأحياناً تستخدم صخور طبيعية في صنع حجر الأساس ممايزيد من قوة وصلابة الاعمدة.
2. أعمدة رأسية: تحدد الشكل الخارجي للمنزل وتدعم السطح بشكل مباشر.

تنقسم الأعمدة الرأسية تبعاً لشكلها إلى أعمدة اسطوانية الشكل (وان كى تونغ) وأعمدة زاوية الشكل (كاك كى تونغ)، كما تتعدد أشكال الأعمدة الاسطوانية الشكل (وان كى تونغ) فتشمل (بيه هيليم كى تونغ)، و (مين هيليم كى تونغ)، و (وان تونغ هيونغ كى تونغ).
1. أعمدة افقية.
2. عوارض خشبية.
3. سطح: يقوم بحماية المنزل ومنع دخول الأمطار والثلوج وأشعة الشمس إلى الداخل.وشكل السطح يحدد الشكل الخارجي للهانوك وتختلف أنواع الهانوك باختلاف أشكال سطحه.* تنقسم اشكال الأسطح إلى مات بيه جى بونغ (맞배지붕)، وأوه جين كاك جى بونغ (우진각지붕)، وبال جاك جى بونغ (팔작지붕).
4. إفريز.

## تقسيم الهانوك
يتكون الهانوك اساساً من:
- باب رئيسي: ينقسم إلى نوعين؛ بيونغ تيه مون (평대문) وسوسل تيه مون (솟을대문)الذي تتميز به القصور ومنازل الأثرياء.
- ساحة خارجية.
- مطبخ.
- غرفة الضيوف.
- غرف نوم.
- أرضية خشبية.
- أسطبل.
- دورة مياة.
- منصة: مرتفعة عن أرضية المنزل لمنع دخول مياه الأمطار إلى الداخل، وتصنع عامةً من الاحجار.

## أنواع الهانوك
1. ماك تشيب (막집): المنزل المبني بأغصان الشجر، وكان يستخدم قديماًفي عصر وان شى (원시시대).
2. اوم تشيب (움집): المنزل المصنوعة أرضيته من القش، وكان يستخدم منذ العصر الحجري الحديث وحتى العصر البرونزي.
3. تشوجا تشيب (초가집 [الكورية]): المنزل المبني بالقش أو عيدان القصب.

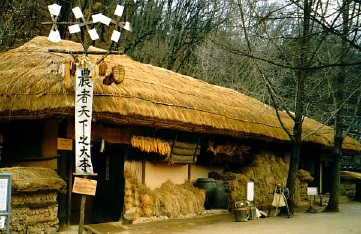
هانوك مصنوع سقفه من القش

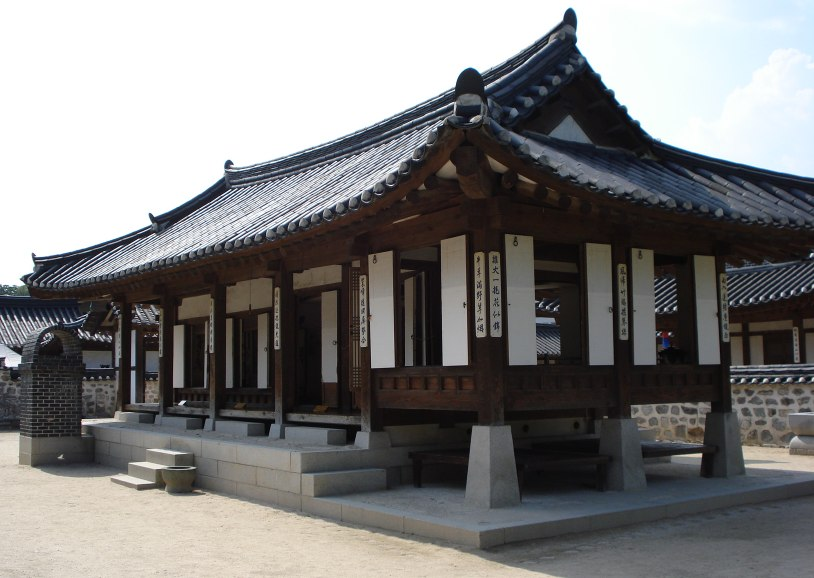
هانوك مصنوع سطحه من الطين المحترق(القرميدة)

1. كي وا تشيب (기와집 [الكورية]): المنزل المصنوع سطحه من القرميدة.

1. نو وا تشيب (너와집 [الكورية]): المنزل المصنوع سطحه من الخشب.
2. كويى تل تشيب (귀틀집 [الكورية]): المنزل المبني بجذوع الأشجار.

### أنواع الهانوك من حيث شكل السطح
1. بال جاك تشيب (팔작집) أو السطح ذو الشكل المثلثي.
2. باك كونغ جى بونغ (박공지붕): ويسمي أيضاً مات بيه جى بونغ (맞배지붕).
3. أوه جين كاك (우진각).
4. تاكاك تشيب (다각집).
5. ساكاك جى بونغ (사각지붕) أو السطح المربع الشكل.
6. يوك مو جونغ (육모정) أو السطح المقام على ستة أعمدة.

## تاريخ
مر الهانوك بمراحل تطور عديدة.

### قديماً
- عاش الكوريون في العصر الحجري القديم في الكهوف أو البيوت المبنية من اغصان الشجر. وفي العصر الحجري الحديث ظهر نوع أكثر تطوراً من المنازل المصنوعة من القش، كما ظهرت بعض البيوت الصغيرة التي شيدت بالأعمدة وغطتها الاسطح.

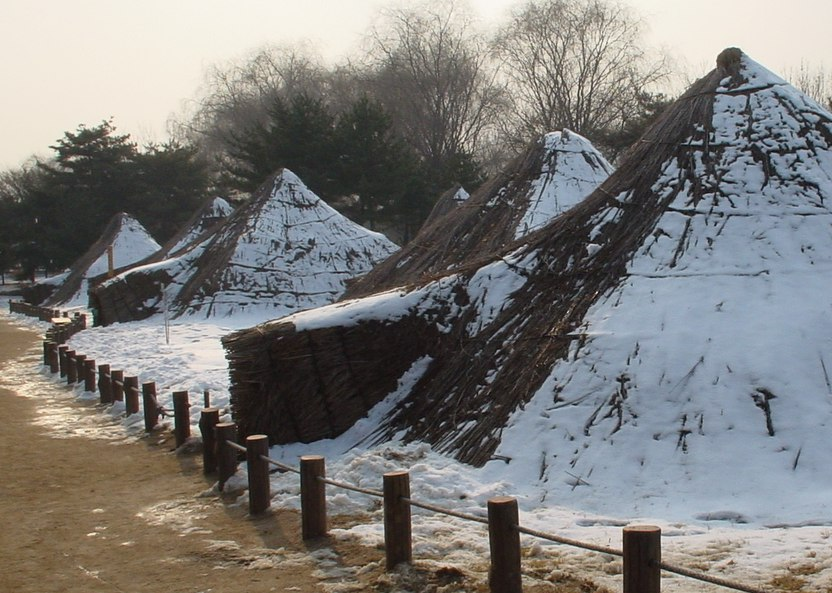
منزل مبنى من القش

- في العصر البرونزي تطورت البيوت من حيث مساحتها فظهرت بيوت أوسع نسبياً. أما في العصر الحديدي ظهر نظام تدفئة البيوت عن طريق تسخين الأحجار ووضعها تحت الأرضيات، وظهرت أيضاً البيوت المصنوع سطحها من القرميدة (الطين المحترق).
- في عصر (بيك جيه) كانت البيوت تبنى فوق الأشجار الكبيرة وكانت عبارة عن اكواخ تدعمها الاعمدة.

### عصر التنوير
- بدأ عصر التنوير في كوريا بالتزامن مع دخول الديانة المسيحية وخاصة الفكر الأنجيلي إليها. ومنذ ذلك الحين عمل رجال الدين المسيحي على بناء الكنائس على الطراز المعماري الكوري لتوطين الدين الجديد في نفوس الناس.
- يوجد حتى الآن عدد من الكاتدرائيات الانجيلية المبنية على طراز الهانوك مثل كاتدرائية كانغ هوا (강화성당 [الكورية]) في منطقة كانغ هوا، وكاتدرائية جين تشون (진천성당 [الكورية]) في منطقة جين تشون، وكاتدرائية سوتونغ (수동성당 [الكورية]) في منطقة تشونغ جو.
- , أثناء الاحتلال الياباني لكوريا تم تسجيل البيوت باسم هانوك لأول مرة لكن هذا الاسم لم يستخدم على نطاق واسع في ذلك الحين.

### جمهورية كوريا
- منذ أواخر الستينيات بدأ شكل المنازل الكورية في التغير إلى البناء على الطريقة الغربية أو الأبنية متعددة الطوابق، وبدأ هذا النظام في الانتشار بسرعة في كل أنحاء البلاد، ولكن ظل نظام التدفئة اوندول شائع بعد أن حلت انابيب المياه الساخنة محل أنابيب الدخان تحت الارضيات.[2]
- منذ السبعينيات تعرف الكوريون على فنون العمارة الحديثة، واعتبر كثيرٌ منهم الهانوك بناء غير عصري وغير عملي، كما اعتبروه من بقايا الممالك القديمة؛ فقاموا بهدم عدد كبير من البيوت المبنية على طراز الهانوك والتي تحمل قيماً تاريخية وثقافية وحضارية.
- لكن منذ بداية الالفية الثالثة زادت شهرة الهانوك بعد أن اتضحت قيمتة البيئية وفاعليتة في النقاهة من الامراض. وفي الفترة الأخيرة زادت أعداد المنتقلين للعيش في الهانوك بغرض الاستشفاء من امراض مثل الاستشرائية والربو.
- طبقاً لإحصائية أجريت عام 2008م، تمثل أعداد الهانوك في جمهورية كوريا الجنوبية 0,77% من إجمالى اعداد المبانى في كوريا وهو عدد ضئيل نسبياً.[5]
- مؤخراً انتشرت المقاهي والمطاعم المبنية على طراز الهانوك الذي يضفى عليها جواً من الأصالة والعراقة.[6]
- كما يوجد أيضاً بعض محطات السكة الحديد المبنية على طراز الهانوك مثل محطة جون جو (전주역 [الكورية]) الشهيرة.

### جمهورية كوريا الديمقراطية الشعبية
لاتزال قرى الهانوك التقليدية محفوظة كماهى في منطقة كيه سونغ (개성) في كوريا الشمالية، وتعد هذه القرى الشعبية الديموقراطية مناطق هامة لجذب السياح للتعرف على مظاهر الحياة الكورية القديمة.

### جمهورية الصين الشعبية
- يوجد عدد من البيوت المبنية على طراز الهانوك في المنطقة الشمالية الشرقية في الصين قام ببنائها قبائل كورية من مملكة جوسون أثناء تواجدهم في الصين قبل أكثر من مائة عام.[8]
- منذ عام 2010م جاري العمل على مشروع إنشاء قرية للهانوك في مقاطعة هيلونغجيانغ الصينية.[9]

## الأساطير المرتبطة بالهانوك
اعتقد الكوريون القدماء أن لكل منزل من المنازل التقليدية القديمة (الهانوك) روحاً تعتني به، كما ورد في الأساطير القديمة مثل اسطورة سونغ جوشين (성조신)، واسطورة سام شين هال مى (삼신할미 [الكورية])، واسطورة جو وانغ شين (조왕신 [الكورية])، واسطورة تشك شين (측신)، واسطورة ماكوت كان شين (마굿간신).

## قرى الهانوك الرئيسية في كوريا الجنوبية

### مقاطعة كانغ وان دو
- سون كيو جانغ (선교장 [الكورية]): تقع في وسط مقاطعة كانغ وان دو في مدينة كانغ رونغ.[10]
- قرية وانج كوك (왕곡마을): تقع شرق مقاطعة كانغ وان دو في مدينة كوسونغ.
- قرية نو وا (너와마을): تقع جنوب مقاطعة كانغ وان دو في مدينة سام تشوك.
- أوه كو جونغ (우구정): تقع جنوب مقاطعة كانغ وان دو في مدينة يونغ وول.
- كوتيك جو كيون تانغ (고택 조견당): تقع في بلدة جوتشون شمال غرب مدينة يونغ وول.

### مقاطعة كيونغ سانغ نام دو
- نام سا ييه تام (남사예담촌): تقع في بلدة سان تشونغ كون التابعة لمقاطعة كيونغ سانغ نام دو.

### مقاطعة كيونغ بوك
- قرية ها هواى (하회마을): تقع في مدينة ان تونغ شمال مقاطعة كيونغ بوك.[11]
- قرية يانغ تونغ (양동마을 [الكورية]): تقع في مدينة كية نغ جو الأثرية جنوب شرق مقاطعة كيونغ بوك.[12]
- قرية هان كيه (한개마을): تقع في بلدة سونغ جوكون التابعة لمقاطعة كيونغ بوك.
- قرية تو دل (두들마을): تقع في بلدة يونغ يانغ كون التابعة لمقاطعة كيونغ بوك.

### مدينة سيئول
- قرية نام سان كول (남산골 한옥마을 [الكورية]): تقع في وسط العاصمة الكورية سيئول.[13]
- قرية بوك تشون (북촌 한옥마을): تقع في العاصمة الكورية سيئول.[14]

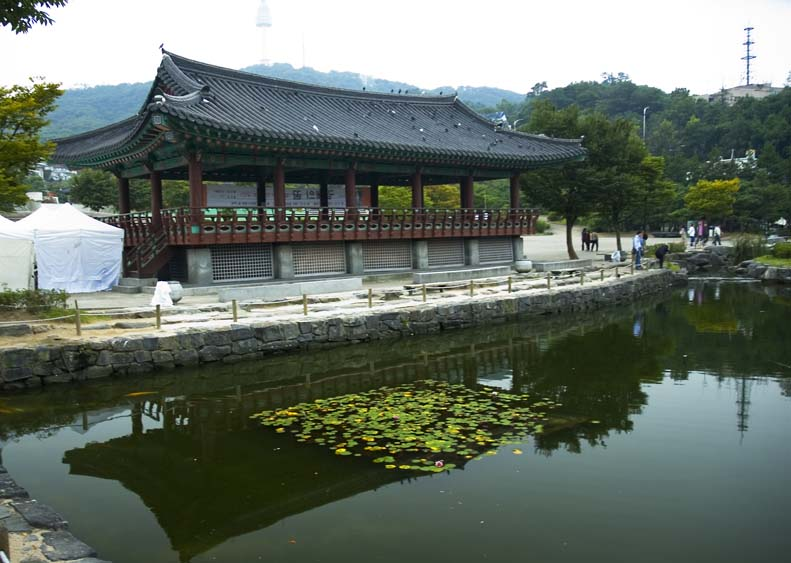
احدى بيوت قرية نام سان كول التقليدية

### مقاطعة جون نام
- سانغ سان جيه (쌍산재): تقع شمال شرق مقاطعة جون نام في بلدة كو ريه.
- قرية دو ريه (도래마을): تقع غرب مقاطعة جون نام في مدينة ناجو.
- باك كيونغ جونغ كا أوك (박경중 가옥): تقع في مدينة ناجو.
- ام شى تيه جونغ كا (임씨 대종가): تقع في بلدة تا شي التابعة لمدينة ناجو.
- قرية سام جى تشون (삼지천마을): تقع شمال مقاطعة جون نام في مدينة تام تانغ.
- كيم يونغ بونغ كوتيك (김영봉 고택): تقع في بلدة تشانغ بيونغ ميون التابعة لمدينة تام يانغ.
- قرية كانغ كول (강골마을): تقع جنوب مقاطعة جونام في مدينة بو سونغ.
- ناك أن أوب سونغ (낙안읍성 [الكورية]): تقع شرق مقاطعة جون نام في مدينة سون تشون.[15]
- قرية كو ريم (구림한옥마을): تقع جنوب مقاطعة جون نام في مدينة يونغ ام.
- كيم نام هيى كا أوك (김남희 가옥): تقع جنوب مقاطعة جون نام في بلدة جانغ هنغ كون.
- جانغ كى جونغ كا اوك (장기종 가옥): تقع غرب مقاطعة دون نام في بلدة هيه نام.
- يو سون كوان (유선관 [الكورية]): تقع في بلدة هيه نام.[16]

### مقاطعة جون بوك
- قرية الهانوك في مدينة جون جو التي تقع في وسط مقاطعة جون بوك (전주 한옥마을) [الكورية].[17]

### مقاطعة تشونغ نام
- قرية واى أم (외암마을 [الكورية]): تقع شمال مقاطعة تشونغ نام في مدينة أسان.[18]
- ميونغ جيه كوتيك (명재고택): تقع جنوب مقاطعة تشونغ نام في مدينة نون سان.
- جو انغ شيك كا أوك (조응식 가옥): تقع غرب مقاطعة تشونغ نام في بلدة هونغ سونغ.

### مقاطعة تشونغ بوك
- سون بيونغ كوك كا أوك (선병국 가옥): تقع جنوب مقاطعة تشونغ بوك في بلدة بو أون.
- تشونغ تشون رى كو كا (청천리고가): تقع وسط مقاطعة تشونغ بوك في بلدة كواى سان كوك.

## الهانوك والسياحة
- الهانوك من العوامل الهامة في جذب السياح إلى كوريا حيث يحظى بشهرة واسعة خاصة بين الأجانب.[19]
- في السنوات الأخيرة انتشرت سياحة الهانوك؛ حيث يذهب السياح إلى قرى الهانوك التقليدية ويقيمون في بيوت الهانوك القديمة للتعرف على مظاهر الحياة الكورية في العصور القديمة. وهناك يمكنهم تناول الأطعمة الكورية الشهية وأيضاً إعدادها بأنفسهم.[20]

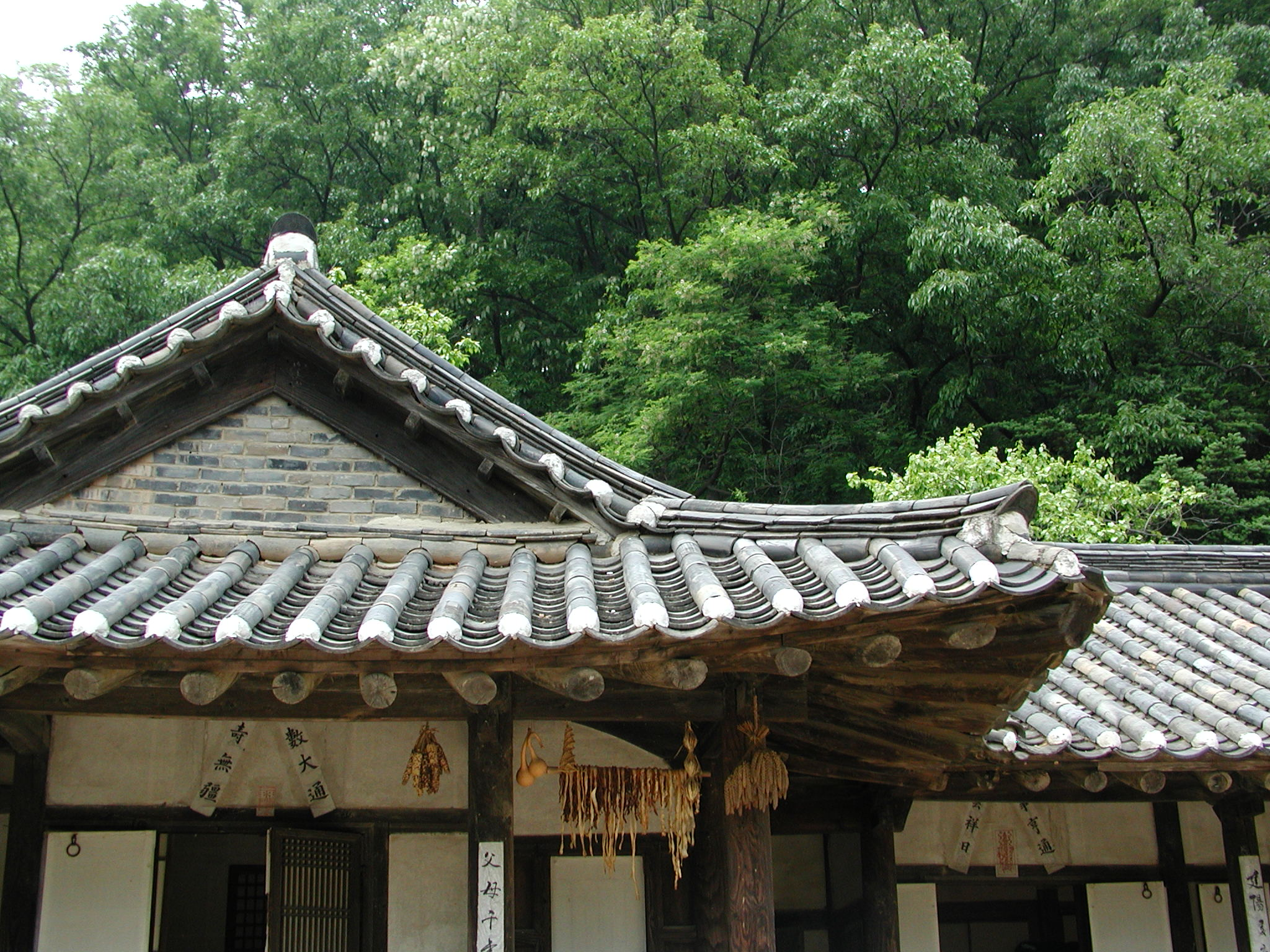
هانوك مبنى على الطراز العصرى

- تبنى معظم الفنادق على طراز الهانوك لتكون تصميم معماري من الأحجار يجسد ثقافة السكن التي تطورت في شبه الجزيرة الكورية على مدى الاف السنين، وهي في حد ذاتها أعمال فنية حقيقية. فالطوابق مصممة بطريقة بديعة، كما تجسد التفاصيل البسيطة للصفات المشتركة بين المنازل الكورية القديمة. وينعكس الذوق المميز للشعب الكورى بصورة واضحة في المنازل التي شيدوها، ليترك مساحة من الفضاء تتحدث عن نفسها بلغتها الجمالية الخاصة، ولتؤكد على الانسجام.
- الجوهر الأساسي للمنزل الكورى التقليدي هو قدرته على الامتزاج بسهولة مع البيئة الطبيعية المحيطة به، والسماح لسكانه بالعيش مع الطبيعة كجزء منها؛ فكل يوم يقضيه السائح في البيت الكوري (الهانوك) يشعر وكانه خطوة أخرى في رحلة الحياة المحكمة.[21]